# 313
313 (CCCXIII) fue un año común comenzado en jueves del calendario juliano, en vigor en aquella fecha.
En el Imperio romano, el año fue nombrado como el del consulado de Constantino y Liciniano, o menos comúnmente, como el 1066 Ab Urbe condita, adquiriendo su denominación como 313 a principios de la Edad Media, al establecerse el anno Domini.

## Acontecimientos

### Imperio romano
- 30 de abril: Licinio vence a Maximino Daya en la batalla de Tzirallum, convirtiéndose en emperador de la parte oriental del imperio.
- Hispania romana: Flavio Asturio hace campaña contra los bagaudas.[1]

#### Religión
- Los coemperadores augustos Constantino I el Grande (que se convirtió al cristianismo al triunfar en su lucha por el trono) y Licinio proclaman el Edicto de Milán, que finaliza la persecución de cristianos en el Imperio romano al considerarla iusta religio (religión lícita o legal). Ordena la tolerancia del cristianismo en el Imperio romano, lo que impulsó la expansión de esta religión por la corte romana.[2]

### Asia
- Koguryŏ, uno de los Tres Reinos de Corea, destruye la colonia china de Nangnang y absorbe la comandancia de Lelang.

## Nacimientos
- 3 de enero: Nintoku, 16.° emperador de Japón.

## Fallecimientos
- Diocleciano, emperador romano.
- Maximino Daya, emperador romano (nació en 270).
- Achillas, Patriarca de Alejandría.